# 호세 에르네스토 소사
호세 에르네스토 소사(José Ernesto Sosa, 1985년 6월 19일, 카르카라냐 ~ )는 아르헨티나의 축구 선수로 현재 아르헨티나 프리메라 디비시온의 에스투디안테스에서 미드필더로 활약하고 있다.

## 클럽 경력
소사는 2002년과 2007년 사이, 에스투디안테스에서 활약하였다. 그는 카를로스 빌라르도 임시 감독이 마르셀로 카루스카와 더불어 가장 선호하던 선수로, 둘은 팀의 아르헨티나 리그 순위를 올리기 시작하였다.
에스투디안테스에서 정점을 찍은 때에는 더비 라이벌인 힘나시아와의 2006년 10월 15일 경기로, 이 경기에서 7-0으로 승리하였고, 그는 보카 주니어스와의 2006년 아페르투라 마지막 플레이오프 경기에서 프리킥으로 동점골을 득점하며 팀의 1983년 이래 첫 우승을 하는데 중요한 역할을 하였다.
2007년 2월 24일, 에스투디안테스와 바이에른 뮌헨과의 합의가 완료되었고, 나흘 후, 이적 조항이 밝혀졌다. 에스투디안테스는 €6M의 이적료에 미래 이적을 고려한 10%의 추가 인센티브를 받을 수 있게 되었다. 소사는 2007년 클라우수라 토너먼트 기간 동안 에스투디안테스에 잔류하였다.
2009년 10월 29일, 바이에른 뮌헨은 아르헨티나 미드필더가 그의 친정팀 에스투디안테스로 시즌 잔여 기간 동안 임대될 것이라고 보도되었으나, 그는 2009년 FIFA 클럽 월드컵 결승전의 출전 명단에 등록되지 않았다. 임대 계약 종료 후인 2010년 8월 30일, 소사는 이탈리아의 나폴리에 비공개 이적료로 4년 계약을 체결하였다.
2011년 7월 26일, 호세 소사는 우크라이나의 메탈리스트 하르키우에 합류할 것임이 발표되었다. 메탈리스트에서 활약하는 기간 동안, 소사는 전 팀동료 후안 세바스티안 베론을 존경하는 뜻에서 등번호 11번을 받았고, 팀의 UEFA 유로파리그에서 중요한 역할을 맡았다.
2012년 6월 28일, 호세 소사는 메탈리스트 하르키우의 신임 주장이 되었다.
2014년 1월 1일, 그는 6개월 임대로 아틀레티코 마드리드를 합류할 것으로 발표되었다.

## 국가대표 경력
소사는 2003년 FIFA 세계 청소년 축구 선수권 대회 당시 아르헨티나 U-20 국가대표팀 일원으로 활약하였다.
2007년 2월 28일, 알피오 바실레 국가대표팀 감독은 성인 국가대표팀에 소사를 차출하였다. 소사는 기자 회견에서 두 가지의 유년 시절 꿈을 현실화했다며 (유럽의 빅클럽으로 이적, 국가대표팀 차출) 기자 회견에서 그는 "이 화요일을 잊지 않을 것"이라고 말하였다.
2007년 3월 9일, 그는 멕시코와의 친선경기에서 교체 선수로 데뷔하였다. 그는 2007년 4월 18일, 칠레와의 경기에서 처음으로 선발로 출전하였다. 그의 백천청 군단 (Albiceleste) 일원으로의 골은 2010년 1월 23일, 3-2로 이긴 코스타리카와의 친선경기에서 기록하였는데, 그는 10분경에 선제골로 득점하였다.
소사는 당시 국가대표팀 감독인 디에고 마라도나에 의해 2010년 FIFA 월드컵 본선에 차출되지 않았으나, 2014년 FIFA 월드컵 예선전을 앞두고 알레한드로 사베야 감독에 의해 국가대표팀으로 복귀하였고, 2011년 이래, 몇 경기에 출전하였다.

## 경력 통계

### 클럽
2018년 1월 1일 기준
| 클럽       | 클럽                       | 리그              | 리그 | 리그 | 컵              | 컵              | 대륙 | 대륙 | 기타 | 기타 | 합계 | 합계 |
| 시즌       | 클럽                       | 리그명            | 출장 | 골   | 출장            | 골              | 출장 | 골   | 출장 | 골   | 출장 | 골   |
| 아르헨티나 | 아르헨티나                 | 아르헨티나        | 리그 | 리그 | 컵              | 컵              | 남미 | 남미 | 기타 | 기타 | 합계 | 합계 |
| ---------- | -------------------------- | ----------------- | ---- | ---- | --------------- | --------------- | ---- | ---- | ---- | ---- | ---- | ---- |
| 2002–03    | 에스투디안테스             | 프리메라 디비시온 | 7    | 1    | —               | —               | —    | —    | —    | —    | 7    | 1    |
| 2003–04    | 에스투디안테스             | 프리메라 디비시온 | 29   | 1    | —               | —               | —    | —    | —    | —    | 29   | 1    |
| 2004–05    | 에스투디안테스             | 프리메라 디비시온 | 33   | 4    | —               | —               | —    | —    | —    | —    | 33   | 4    |
| 2005–06    | 에스투디안테스             | 프리메라 디비시온 | 36   | 3    | —               | —               | 12   | 0    | —    | —    | 48   | 3    |
| 2006–07    | 에스투디안테스             | 프리메라 디비시온 | 38   | 3    | —               | —               | —    | —    | —    | —    | 38   | 3    |
| 독일       | 독일                       | 독일              | 리그 | 리그 | DFB-포칼        | DFB-포칼        | 유럽 | 유럽 | 기타 | 기타 | 합계 | 합계 |
| 2007–08    | 바이에른 뮌헨              | 분데스리가        | 15   | 0    | 3               | 0               | 6    | 0    | 1    | 0    | 25   | 0    |
| 2008–09    | 바이에른 뮌헨              | 분데스리가        | 17   | 2    | 1               | 0               | 3    | 0    | 0    | 0    | 21   | 2    |
| 2009–10    | 바이에른 뮌헨              | 분데스리가        | 3    | 0    | 2               | 0               | 1    | 0    | 0    | 0    | 6    | 0    |
| 2010–11    | 바이에른 뮌헨              | 분데스리가        | 0    | 0    | 0               | 0               | 0    | 0    | 1    | 0    | 1    | 0    |
| 아르헨티나 | 아르헨티나                 | 아르헨티나        | 리그 | 리그 | 컵              | 컵              | 남미 | 남미 | 기타 | 기타 | 합계 | 합계 |
| 2009–10    | 에스투디안테스 (임대)      | 프리메라 디비시온 | 17   | 3    | —               | —               | 9    | 2    | —    | —    | 26   | 5    |
| 이탈리아   | 이탈리아                   | 이탈리아          | 리그 | 리그 | 코파 이탈리아   | 코파 이탈리아   | 유럽 | 유럽 | 기타 | 기타 | 합계 | 합계 |
| 2010–11    | 나폴리                     | 세리에 A          | 24   | 1    | 1               | 0               | 6    | 0    | —    | —    | 31   | 1    |
| 우크라이나 | 우크라이나                 | 우크라이나        | 리그 | 리그 | 우크라이나 컵   | 우크라이나 컵   | 유럽 | 유럽 | 기타 | 기타 | 합계 | 합계 |
| 2011–12    | 메탈리스트 하르키우        | 프리미어리그      | 26   | 5    | 0               | 0               | 12   | 2    | —    | —    | 38   | 7    |
| 2012–13    | 메탈리스트 하르키우        | 프리미어리그      | 21   | 7    | 0               | 0               | 7    | 0    | —    | —    | 28   | 7    |
| 2013–14    | 메탈리스트 하르키우        | 프리미어리그      | 17   | 5    | 1               | 0               | 2    | 0    | —    | —    | 20   | 5    |
| 스페인     | 스페인                     | 스페인            | 리그 | 리그 | 코파 델 레이    | 코파 델 레이    | 유럽 | 유럽 | 기타 | 기타 | 합계 | 합계 |
| 2013–14    | 아틀레티코 마드리드 (임대) | 라리가            | 15   | 0    | 4               | 0               | 5    | 0    | —    | —    | 24   | 0    |
| 터키       | 터키                       | 터키              | 리그 | 리그 | 튀르키예 쿠파스 | 튀르키예 쿠파스 | 유럽 | 유럽 | 기타 | 기타 | 합계 | 합계 |
| 2014–15    | 베식타시 (임대)            | 쉬페르리그        | 3    | 0    | 0               | 0               | 2    | 0    | —    | —    | 5    | 0    |
| 2014–15    | 베식타시                   | 쉬페르리그        | 24   | 5    | 3               | 0               | 7    | 0    | —    | —    | 34   | 5    |
| 2015–16    | 베식타시                   | 쉬페르리그        | 31   | 7    | 5               | 1               | 5    | 1    | —    | —    | 41   | 9    |
| 이탈리아   | 이탈리아                   | 이탈리아          | 리그 | 리그 | 코파 이탈리아   | 코파 이탈리아   | 유럽 | 유럽 | 기타 | 기타 | 합계 | 합계 |
| 2016–17    | 밀란                       | 세리에 A          | 18   | 0    | 1               | 0               | —    | —    | 0    | 0    | 19   | 0    |
| 터키       | 터키                       | 터키              | 리그 | 리그 | 튀르키예 쿠파스 | 튀르키예 쿠파스 | 유럽 | 유럽 | 기타 | 기타 | 합계 | 합계 |
| 2017–18    | 트라브존스포르             | 쉬페르리그        | 9    | 0    | 2               | 0               | —    | —    | —    | —    | 11   | 0    |
| 합계       | 아르헨티나                 | 아르헨티나        | 160  | 15   | —               | —               | 21   | 2    | —    | —    | 182  | 17   |
| 합계       | 독일                       | 독일              | 35   | 2    | 6               | 0               | 10   | 0    | 2    | 0    | 53   | 2    |
| 합계       | 이탈리아                   | 이탈리아          | 42   | 1    | 2               | 0               | 6    | 0    | 0    | 0    | 50   | 1    |
| 합계       | 우크라이나                 | 우크라이나        | 64   | 17   | 1               | 0               | 21   | 2    | —    | —    | 86   | 19   |
| 합계       | 스페인                     | 스페인            | 15   | 0    | 4               | 0               | 5    | 0    | —    | —    | 24   | 0    |
| 합계       | 터키                       | 터키              | 67   | 12   | 10              | 1               | 14   | 1    | —    | —    | 91   | 14   |
| 경력 합계  | 경력 합계                  | 경력 합계         | 383  | 47   | 23              | 1               | 77   | 5    | 2    | 0    | 485  | 54   |

1. ↑  DFB-리가포칼 경기 포함
2. ↑  DFL-슈퍼컵 경기 포함

### 국가대표팀
2013년 10월 15일 기준
| 아르헨티나 국가대표팀 | 아르헨티나 국가대표팀 | 아르헨티나 국가대표팀 |
| 연도                  | 출장                  | 골                    |
| --------------------- | --------------------- | --------------------- |
| 2005                  | 1                     | 0                     |
| 2006                  | 0                     | 0                     |
| 2007                  | 1                     | 0                     |
| 2008                  | 3                     | 0                     |
| 2009                  | 0                     | 0                     |
| 2010                  | 1                     | 1                     |
| 2011                  | 7                     | 0                     |
| 2012                  | 5                     | 0                     |
| 2013                  | 1                     | 0                     |
| 합계                  | 19                    | 1                     |

### 국가대표팀 득점 기록
| # | 날짜            | 경기장              | 상대       | 점수 | 결과 | 대회     |
| - | --------------- | ------------------- | ---------- | ---- | ---- | -------- |
| 1 | 2010년 1월 26일 | 산 후안, 아르헨티나 | 코스타리카 | 1–0  | 3–2  | 친선경기 |

## 수상
| 시즌            | 클럽           | 타이틀                       |
| --------------- | -------------- | ---------------------------- |
| 아페르투라 2006 | 에스투디안테스 | 아르헨티나 프리메라 디비시온 |
| 2007            | 바이에른 뮌헨  | DFB-리가포칼                 |
| 2008            | 바이에른 뮌헨  | DFB-포칼                     |
| 2008            | 바이에른 뮌헨  | 분데스리가                   |
| 2008            | 아르헨티나     | 하계 올림픽                  |
| 2010            | 바이에른 뮌헨  | DFL-슈퍼컵                   |